# Krętlik
Krętlik - (nazywany również rozprężaczem) urządzenie składające się z dwóch uchwytów połączonych krótką osią umożliwiającą ich rotacje względem siebie. Służy do zapobiegania skręcaniu się cięgien lub przewodów, poprzez umożliwienie ich swobodnego obracania się, lub obracania się doczepionych do nich rzeczy.
Ma zastosowanie m.in. jako element takielunku w żeglarstwie, element przeciwdziałający skręcaniu się łańcucha kotwicznego (podczas obracania się jednostki skutkiem ruchu wody), w wędkarstwie zapobiega skręcaniu żyłki przez przynętę podczas jej ruchu w wodzie (ważne w wędkarstwie spiningowym).
Element usuwający naprężenia podczas układania kabli i zapobiegający skręcaniu się lin plecionych. Skręcanie się lin jest szczególnie niebezpieczne przy napinaniu długich odcinków, które osiągać mogą długość nawet 10 km podczas montowania energetycznych linii napowietrznych.